# Tunnel de commande
Dans le contexte du commerce électronique, le tunnel de commande, aussi appelé tunnel d’achat et entonnoir d’achat est l'ensemble des étapes entre l'arrivée d'un client sur un site de commerce électronique et la validation d'une commande électronique.
C’est un terme très prisé par les experts en marketing digital qui permet de définir pas à pas un parcours ciblé d’un futur client dans un processus de vente. En d’autres termes, ça correspond au processus de suivi de la progression d’une vente, de l’obtention des coordonnées de base à la conclusion d’une nouvelle vente.
La simplification du tunnel de commande est importante pour augmenter les ventes. Un tunnel de commande long ou complexe découragera l'internaute qui abandonnera le processus d'achat électronique.